# Mančice (Dolní Chvatliny)
Mančice jsou vesnice v okrese Kolín, součást obce Dolní Chvatliny. Nachází se dva kilometry východně od Dolních Chvatlin a devět kilometrů jihozápadně od Kolína. Mančice jsou také název katastrálního území o rozloze 2,41 km².

## Historie
První písemná zmínka o vesnici pochází z roku 1340.

## Osobnosti
Alois Tylínek (1884–1965), kněz

## Další fotografie

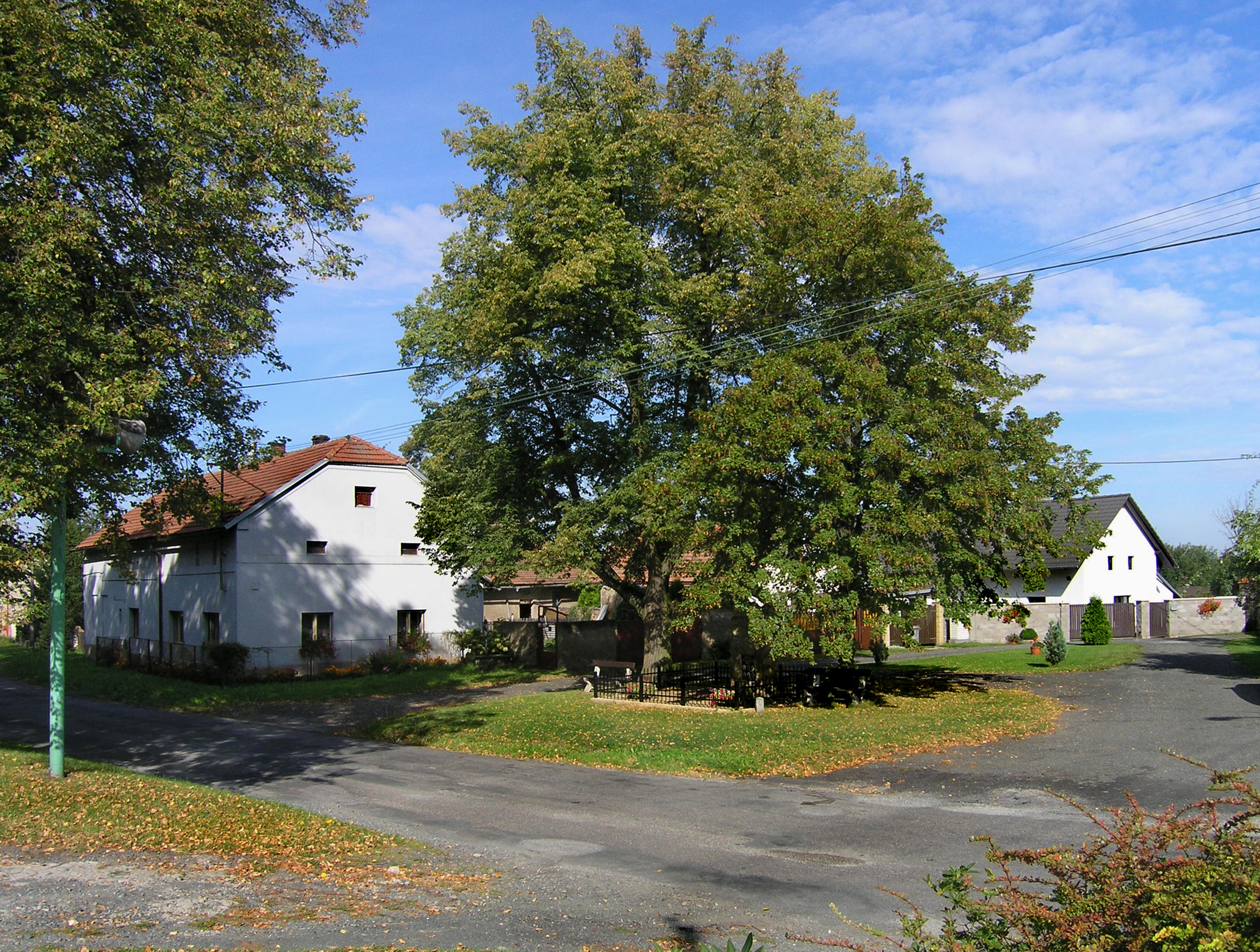
Náves
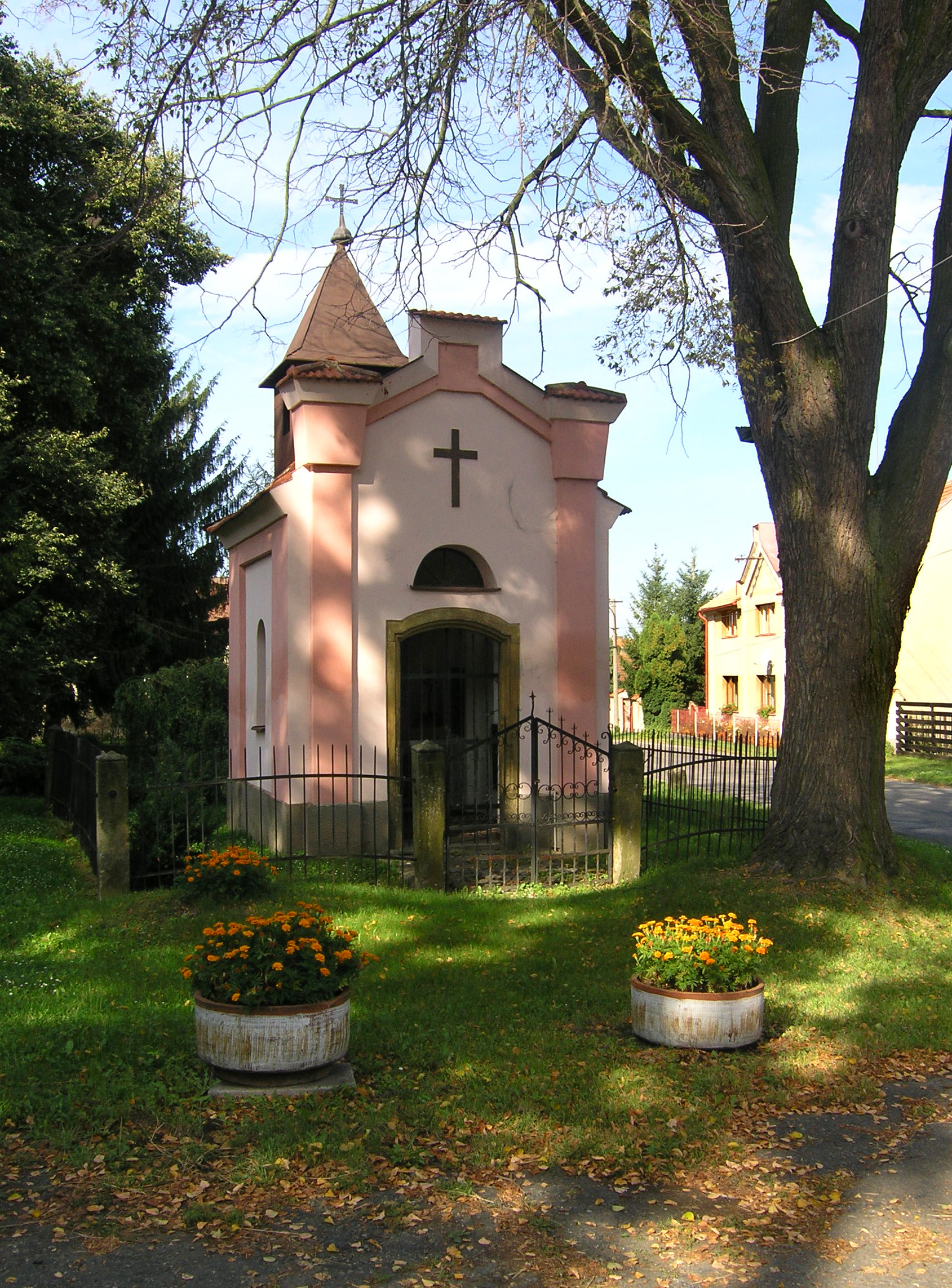
Kaple u návsi
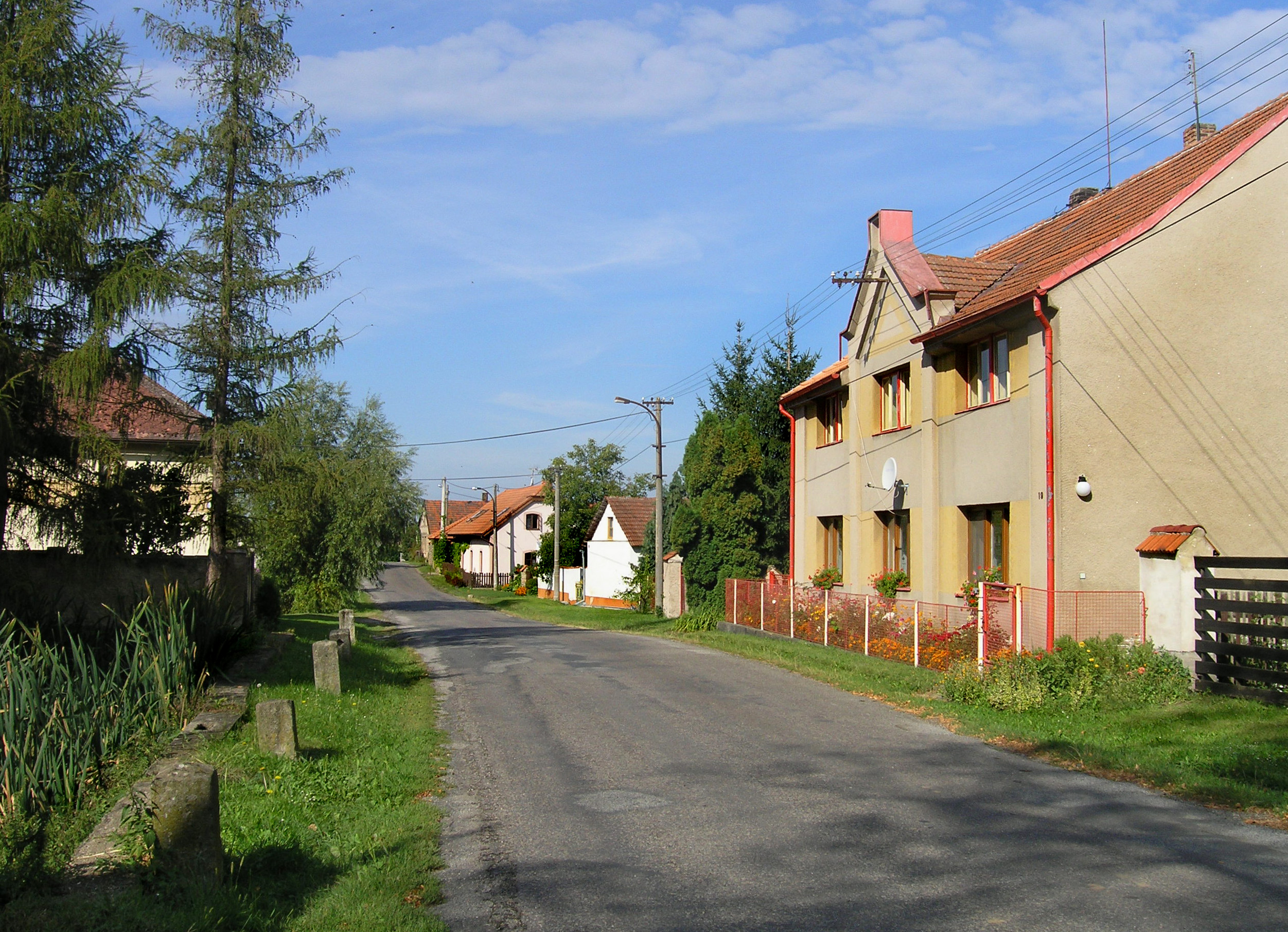
Západní část vesnice